# Fatoumata Yarie Camara
Pour les articles homonymes, voir Camara.
Fatoumata Yarie Camara, née le 15 février 1996, est une lutteuse guinéenne.

## Carrière
Elle est médaillée de bronze dans la catégorie des moins de 62 kg aux Jeux africains de 2019.
En avril 2021, elle obtient sa qualification pour les Jeux olympiques de Tokyo en atteignant la finale d'un tournoi de qualification Afrique/Océanie au Maroc.
Elle est médaillée de bronze dans la catégorie des moins de 59 kg aux Championnats d'Afrique de lutte 2022 à El Jadida et dans la catégorie des moins de 62 kg aux Championnats d'Afrique de lutte 2023 à Hammamet.
Elle est médaillée d'argent en lutte africaine dans la catégorie des moins de 63 kg aux Jeux de la Francophonie de 2023 à Kinshasa.